# 河沙镇
河沙镇，是中华人民共和国四川省遂宁市船山区下辖的一个乡镇级行政单位。

## 行政区划
河沙镇下辖以下地区：
场镇社区、栖凤村、井碑村、王家场村、祠堂村、谷村、板桥村、玉屏村、凤凰村、三元村、熊溪村、桥墩村、鹤林村、云灵村、宋家村、九峰村、赤岩沟村、桂花村和梓桐村。